# Herbergsmuseum

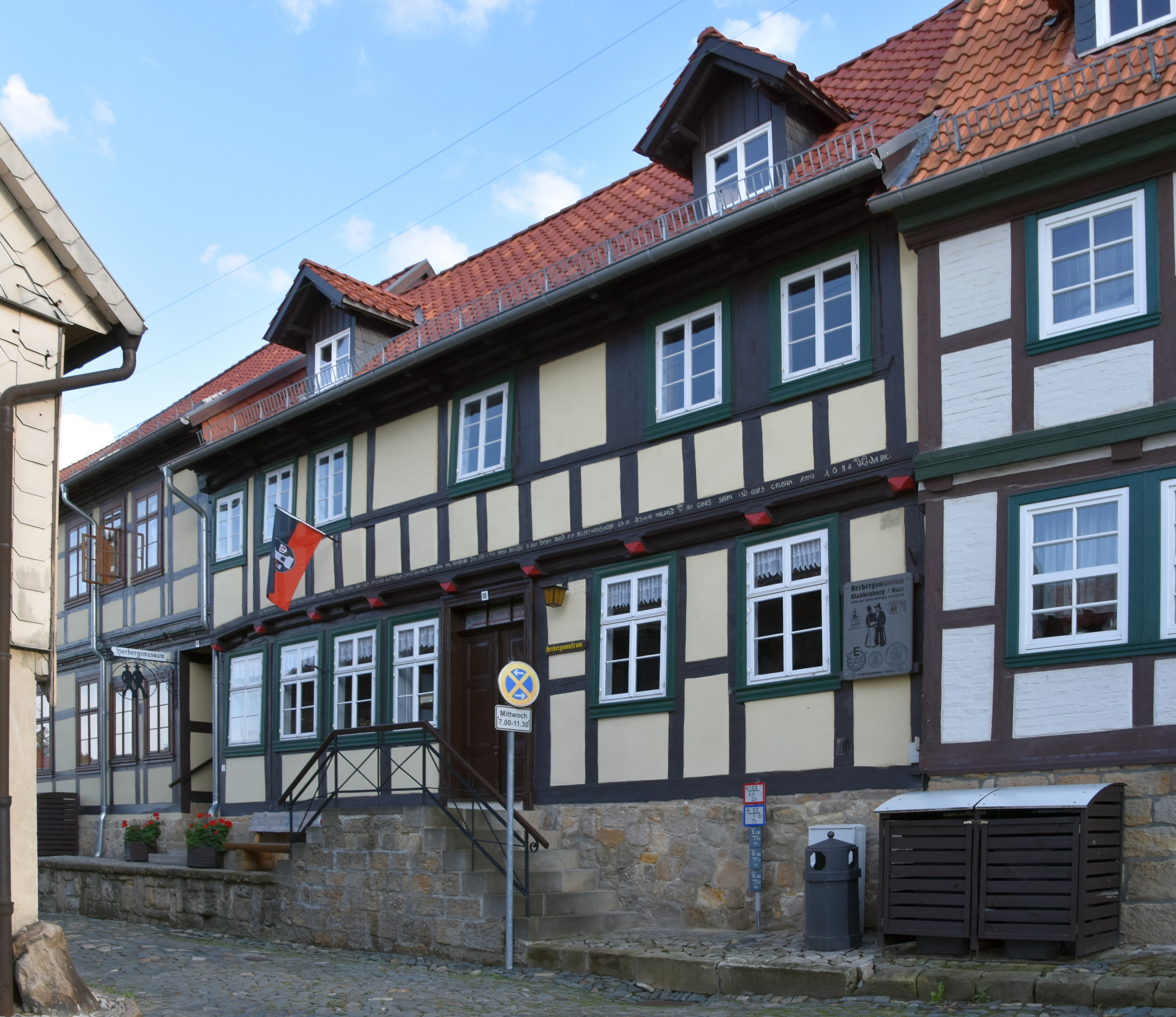
Herbergsmuseum

Das Herbergsmuseum befindet sich in der Bergstraße 15 in Blankenburg (Harz). Es ist die einzige museal erschlossene historische Gesellenherberge Deutschlands. In dem 1684 errichteten Fachwerkhaus befand sich von 1884 bis 1916 eine Herberge für zünftig reisende Handwerksgesellen sämtlicher Gewerke.

## Entstehung
Das Museum entstand ursprünglich als Gedenkstätte für den Präsidenten der DDR Wilhelm Pieck (1876–1960), der ab 1894 etwa ein Jahr lang als Tischlergeselle in Blankenburg verbrachte und in dem heutigen Haus des Herbergsmuseums wohnte. Ab den 1950ern wurde Pieck durch unterschiedliche Tafeln im Blankenburger Stadtgebiet gewürdigt. Am 3. Januar 1976, Piecks 100. Geburtstag, eröffneten die Räumlichkeiten der Herberge als Wilhelm Pieck Erinnerungsstätte. Das Haus ging 1989 in die Trägerschaft des Harzklub-Zweigvereins Blankenburg e.V. über und fokussierte sich auf die Darstellung des Gesellenlebens um 1900. An die Vergangenheit als Pieck-Gedenkstätte erinnert heute ein Raum.

## Heutige Nutzung
Neben einer thematischen Ausstellung und historischen Sammlung zum Gesellenleben kann man heute  auch die damaligen räumlichen Verhältnisse mit Innenhof, Stall, Waschküche, Küche, Logierzimmer und Restaurationszimmer besichtigen. Eine weiterführende Materialsammlung sowie eine Bibliothek des Handwerks ergänzen das Museum. Ausstellungsstücke aus dem Nachlass zweier Nordharzer Zimmerergesellen zeigen anschaulich die Walz Anfang des 20. Jahrhunderts in den deutschsprachigen Ländern. Noch heute ist die Herberge Treffpunkt von fremden und einheimischen Gesellen.
In Kooperation mit heute existierenden Schächten (den rechtschaffenen Fremden Gesellen, dem Rolandschacht, dem Fremden Freiheitsschacht, der Gesellschaft der Freien Vogtländer Deutschlands, Axt und Kelle, dem Freien Begegnungsschacht und der C.C.E.G.) wird das Museum inhaltlich und finanziell unterstützt. Hierbei spielten anfangs ebenfalls die Bruderschaft zur Rose aus Quedlinburg und die Gewandhausgesellen Leipzig eine Rolle. Heute sind die "nichtreisenden Gesellschaften" des BZGD (Bündnis zünftiger Gesellen Deutschlands) hauptsächlich als aktive Gestalter des Zunftlebens im Herbergsmuseum aktiv. 
Jedes Jahr findet im September das "offene Gesellentreffen" im Herbergsmuseum statt. Hier gibt es ein zünftiges Beisammensein von fremden und einheimischen Gesellen aller Schächte, Freireisender sowie den zahlreichen Gesellen der Bruderschaften, Stadtgesellschaften und Freunden der Zünfte zu erleben. 
Die Trägerschaft des Gebäudes ist im Januar 2025 vom Harzklub-Zweigverein Blankenburg auf den "Gemeinnützigen Verein zur Förderung des Herbergsmuseums Blankenburg/Harz e. V." übergegangen, der es ehrenamtlich führt.